# 안산 쌍계사 아미타회상도
안산 쌍계사 아미타회상도(安山 雙溪寺 阿彌陀會上圖)는 대한민국 경기도 안산시 단원구 대부북동, 쌍계사에 있는 불화이다. 2002년 9월 16일 경기도의 문화재자료 제110호로 지정되었다.

## 개요
아미타회상도(阿彌陀會上圖)는 서방극락세계를 관장하면서 중생들에게 무한한 안락과 수명을 보장해주는 아미타불의 설법장면을 그린 것으로 『정토삼부경(淨土三部經)』에 근거한 불화이다.
쌍계사 요사에 마련된 법당 안에 봉안된 아미타회상도는 원래 극락보전(極樂寶殿)에 봉안되었던 불화로 현재는 불단(佛壇)에 가려 화면의 1/3 밖에 볼 수 없다. 불화는 가로 220cm, 세로 185cm의 비단바탕에 진한 채색으로 그려져 있다.
중앙의 아미타불은 키형의 두광과 신광을 두르고, 높은 대좌 위에 결가부좌하였다. 대의 안쪽에 복견의(覆肩衣)와 승각기(僧脚崎)를 입고, 대의를 변형우견편단으로 걸치고 있다. 단아한 얼굴에 건장한 신체를 가진 아미타불 아래 좌우에 백의를 걸친 관음보살은 몸을 틀어 가지런히 정병을 잡고, 대세지보살은 오른손이 연화가지의 중간을, 왼손이 연화가지의 끝은 잡고 본존을 향하여 약간 몸을 틀고 서 있다.
나머지 보살은 문수(文殊), 보현(普賢), 금강장(金剛藏), 제장애(除障碍), 미륵(彌勒), 지장보살(地藏菩薩)로 관음과 대세지보살 뒤쪽으로 비스듬히 사선으로 상단까지 좌우로 늘어져 있다. 사천왕은 협시보살 위,아래로 좌우에 2구씩 배치되었는데, 동방 지국천왕은 합장을, 남방 증장천은 칼을, 서방 광목천은 여의주와 용을, 북방 다문천은 탑을 들고 있다. 그 가운데 동방 지국천왕은 조선후기 불화에서 볼 수 있는 것과 달리 양손을 모아 합장을 하여 특이하다. 아난과 가섭을 비롯한 10대 제자는 정면과 측면을 향하여 자유로운 자세로 합장하고 있다.
화면 전체에 선명한 적색(赤色)과 녹색(綠色)을 위주로, 얼굴과 신체 일부에 백분(白粉)을 사용하고, 사천왕의 관(冠)과 갑옷 일부에 금니(金泥)를 칠하였으며, 화면 일부에 청색 안료가 덧칠해져 19세기경에 개채(改彩)되었을 것으로 추정된다. 화기는 잘려 나가 제작시기와 관련 승려를 알 수 없지만, 전체적으로 광배(光背)의 형태와 작은 이목구비를 갖춘 얼굴 및 본존이 걸친 붉은 색 대의와 문양 등에서 18세기 중반에 제작된 것으로 추정된다.

## 참고 자료
- 쌍계사아미타회상도 - 국가유산청 국가유산포털